# 511e régiment de chars de combat
Le 511e régiment de chars de combat (511e) est un régiment blindé de l'Armée de terre française, créé après la Première Guerre mondiale et dissout au début de la Seconde.
Créé en 1922, il est une première fois dissout en 1929. Recréé en 1936, il donne en 1939 naissance à trois bataillons de chars de combat, qui combattent séparément lors de la bataille de France.

## Création et différentes dénominations
- 15 août 1922 : création du 511e régiment de chars blindés
- 1923 : renommé 511e régiment de chars de combat
- février 1929 : dissolution du 511e RCC, forme le 51e bataillon de chars de combat
- 12 mars 1936 : nouvelle création du 511e régiment de chars de combat à partir du 51e BCC

- 27 août 1939 : dissolution du 511e RCC, forme les 9e, 37e et 51e BCC

## Chefs de corps
- 1925 : lieutenant-colonel Feuga[1]
- 1927 : lieutenant-colonel Labat[2]

- 1936 : colonel Bruneau

## Historique des garnisons, campagnes et batailles

### Première formation
Le régiment est créé le 15 août 1922 à Bourges (d'abord 511e régiment de chars blindés, renommée 511e régiment de chars de combat en 1923). La 1re compagnie est envoyée au Maroc en mai 1925 pendant la guerre du Rif, (elle entre en novembre dans la composition du 517e RCC).
Le 511e régiment est dissout en février 1929 et les personnels rejoignent le 51e bataillon de chars de lourds, toujours à Bourges.

### Seconde formation

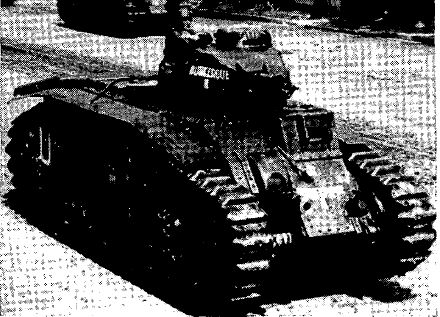
Le char B1 Dunkerque de la 6e compagnie du régiment défile à Paris en 1937.

Le 12 mars 1936, le régiment est recréé à Verdun à partir du 51e bataillon de chars lourds. Il est dans les faits formé le 16 avril, avec 3 chars 2C, 12 chars Renault FT et 5 chars B1 venus du 51e BCL dissout. Il est placé sous les ordres du colonel Bruneau.
Le régiment reçoit des chars légers Renault R35 à partir de juillet 1936.
Le 27 août 1939, le régiment est dissout, et il met sur pied le dépôt de chars no 511 et les trois bataillons du 511e régiment de chars de combat sont renommés :
- 1er bataillon (R35) :  9e bataillon de chars de combat (9e BCC)[12]
- 2e bataillon (B1) :  37e bataillon de chars de combat (37e BCC)[13]
- 3e bataillon (2C) : 51e bataillon de chars de combat (51e BCC)

## Étendard

Dessin de l'étendard du.

L'étendard du régiment porte l'inscription Stonne 1940, en mémoire des bataillons de la 3e division cuirassée formés par le dépôt du 511e régiment de chars (41e, 42e, 45e et 49e BCC).

## Insigne
L'insigne est frappé en juillet 1936. Il présente un éléphant (référence aux chars 2C) défilant devant le monument à la Victoire à Verdun,.

## Décoration
Dans les années 1930, les 3e, 4e, 5e et 7e compagnies (reprenant les traditions des compagnies d'artillerie spéciale 327, 6, 15 et 1) portaient la fourragère aux couleurs du ruban de la croix de guerre 1914-1918.
Dans les années 1920, le régiment conservait les traditions des compagnies AS 325-326-327, et seule l'AS 327 portait la fourragère.